# Aurivilliola segregata
Aurivilliola segregata is een hooiwagen uit de familie Sclerosomatidae. De wetenschappelijke naam van Aurivilliola segregata gaat terug op Roewer.